# Bulls vs. Lakers and the NBA Playoffs
Bulls vs. Lakers and the NBA Playoffs est un jeu vidéo de basket-ball sorti en 1991 sur Mega Drive. Le jeu a été développé par Electronic Arts et édité par EA Sports.